# Цэньси
Цэньси́ (кит. упр. 岑溪, пиньинь Cénxī) — городской уезд городского округа Учжоу Гуанси-Чжуанского автономного района (КНР).

## История
В 508 году, когда эти земли входили в состав империи Лян, был создан уезд Юнъе (永业县). Во времена империи Тан в 622 году уезд был ликвидирован, и была создана Наньиская область (南义州), в состав которой входили уезды Аньи (安义县), Лунчэн (龙城县) и Ичэн (义城县); власти области разместились в уезде Лунчэн. В 757 году уезд Аньи был переименован в Юнъе, а Лунчэн — в Цэньси (岑溪县). Во времена империи Сун в 973 году область была упразднена, а уезды Юнъе и Ичэн были присоединены к уезду Цэньси.
После вхождения этих мест в состав КНР в конце 1949 года был образован Специальный район Учжоу (梧州专区) провинции Гуанси, и уезд вошёл в его состав. В 1951 году Специальный район Учжоу был расформирован, и уезд перешёл в состав Специального района Жунсянь (容县专区).
В 1958 году провинция Гуанси была преобразована в Гуанси-Чжуанский автономный район. Был вновь создан Специальный район Учжоу, и уезд вновь вошёл в его состав. В 1971 году Специальный район Учжоу был переименован в Округ Учжоу (梧州地区).
В сентябре 1995 года уезд Цэньси был преобразован в городской уезд
Постановлением Госсовета КНР от 27 февраля 1997 года округ Учжоу был расформирован, и городской уезд Цэньси перешёл в состав городского округа Учжоу.

## Административное деление
Городской уезд делится на 14 посёлков.